# Стрептокок
Стрептоко́к (Streptococcus) — рід сферичних грам-позитивних бактерій типу Firmicutes. Клітинний поділ відбувається вздовж єдиної осі цих бактерій, тому вони ростуть у ланцюжках або парах, звідти й походить їхня назва (від грец. στρεπτό — «скручений у ланцюжок»). Ця структура схожа із структурами стафілококів (Staphylococcus), але останні діляться вздовж багатьох осей і створюють структури, що нагадують виноградні грона.
Стрептококи належать до родини Streptococcaceae, де окрім них патогенними для людини є тільки представники роду Enterococcus[джерело?].
Члени цього роду здатні спричинити стрептококовий фарингіт, бешиху, гнійний менінгіт, пневмонію, ендокардит, харчові отруєння. Варто відзначити, що багато видів стрептококів не патогенні. Стрептококи — складова нормальної мікрофлори рота, шкіри, кишкиа і верхніх дихальних шляхів людини.

## Етимологія
Назва «Стрептокок» пов'язана із характерною формою і розміщенням клітин, оскільки грец. στρεπτό — «скручений у ланцюг» і грец. κοκκος — зерно, тобто «у вигляді ланцюжка із круглими зернами» (див. малюнок вище).

## Історія

### Відкриття стрептококів
Стрептококи вперше були виявлені австрійським хірургом Теодором Більротом у 1874 році у хворих на бешиху та ранові інфекції. Він описав їх, як малих організмів, які розташовані ізольовано і по парах, деколи ланцюгами від 4 до 20, а то і більше штук. Важливі дослідження природи стрептококів зробив Луї Пастер у 1879 році, коли він виділив мікроорганізмів із матки та з крові жінки, у якої була пологова гарячка. У подальших дослідах Пастер продемонстрував, що стрептококи є причиною високої смертності вагітних жінок та новонароджених дітей, які народжували у той час.
У 1884-му році Ф. Розенбах дослідив виділену ним бактерію з гнійної рани, тим самим він відкрив новий вид, який назвав Streptococcus pyogenes. Раніше Фелейсен виділив стрептококи у хворого на бешиху, а Розенбах назвав їх S. erysepaltis. Проте подальші огляди показали, що не було конкретної характеристики, яка зв'язувала б стрептококи із конкретними захворюваннями. Тому Ендрюс та Крісті запропонували, що видові назви стрептококів: S. pyogenes, S. eryespaltis, S. scarlatinae і S. puerperalis віднести до однієї загальної назви — Streptococcus pyogenes.

## Морфологія
Стрептококи мають кулясту, овоїдну або ланцетоподібну форми, діаметр яких становить 0,5 — 2 мкм, не утворюють спор, патогенні види утворюються капсулу, нерухомі, грампозитивні. У препаратах розміщуються у формі ланцюжка різної довжини або у вигляді диплококів (по дві бактерії разом). За типом дихання стрептококи — факультативні анаероби, хоч є деякі види із сильним анаеробізом.

## Резистентність
Стрептококи стійкі до дії низьких температур, висушування, особливо у білкових субстратах (кров, гній, слиз), у пилу та на поверхні предметів зберігаються декілька місяців. У разі нагрівання до 56 °C стрептококи гинуть через 30 хв, а при дії дезрозчинів — через 15 — 20 хвилин. У висушеному гної та мокротинні можуть зберігатися місяцями.

## Класифікація стрептококів
Види стрептококів класифікують перш за все ґрунтуючись на їх гемолітичних властивостях (пошкодження червоних кров'яних тілець у лабораторних умовах). Альфа-гемоліз зумовлює редукцію заліза в гемоглобіні, що надає колонії зеленуватий колір на поверхні чашки Петрі з додаванням крові до агару. Бета-гемоліз — повний розрив червоних кров'яних тілець, що створює чіткі вільні області навколо бактеріальних колоній на агарі. Інших стрептококів позначають як гамма-гемолітичних, що фактично означає відсутність гемолізу. Далі бета-гемолітичні стрептококи класифікують у серовари, тобто ґрунтуючись на специфічних вуглеводах у бактеріальній клітинній стінці.

### Альфа-гемолітичні стрептококи

#### Пневмококи
- S. pneumoniae, один з основних збудників бактеріальної пневмонії і менінгіту.

#### Viridansта інші альфа-гемолітичні стрептококи
- S. mutans, що бере участь у виникненні зубного карієсу.
- S. viridans, причина ендокардиту і зубного абсцесу.
- Streptococcus thermophilis, якого використовують у виробництві швейцарського сиру.

### Бета-гемолітичні стрептококи

#### Група A
S. pyogenes (також відомий як GAS) — причинний агент стрептококової інфекції групи A, зокрема стрептококового фарингіту (застаріле — ангіна), гострого ревматизму, бешихи, скарлатини і гострого гломерулонефриту. Якщо не лікувати стрептококовий фарингіт, він може спричинити гостру ревматичну гарячку, при якій ушкоджуються суглоби і серцеві клапани. Інші види стрептококів також можуть мати антиген групи A, але інфекції людини іншими видами, окрім S. pyogenes, здається, казуїстичні.

#### Група B
S. agalactiae або GBS спричинює менінгіт у новонароджених і людях похилого віку, з випадковими системними бактерієміями. Вони можуть також колонізувати жіночі внутрішні статеві органи, збільшуючи ризик передчасного прориву мембран і передачі до дитини. Центр контролю захворювань США рекомендує вагітним жінкам проходити перевірку на стрептокок групи B і, у випадку інфекції, приймати антибіотики перед пологами для скорочення ризику передачі її до новонародженого. Проте, у Великій Британії, оскільки поширеність інфекції в жіночому статевому тракті становить лише 15 % від загального числа інфекцій, антибіотики не рекомендуються, тому що побічні ефекти від використання антибіотиків у всіх жінок з позитивною реакцією перевищують малу користь від них.

#### Група C
Стосується, зокрема, S. equi, який зумовлює мит у коней, і S. zooepidemicus, який спричинює хвороби у декількох видів ссавців, зокрема рогатої худоби та коней.

#### Група D (ентерококи)
Багато колишніх стрептококів групи D було рекласифіковано та віднесено до роду Ентерококи (в тому числі S. faecalis, S. faciem, S. durans і S. avium). Наприклад, Streptococcus faecalis зараз називають Enterococcus faecalis. Решта неентерококових представників групи D — це S. bovis і S. suis.

### Негемолітичні стрептококи
Негемолітичні стрептококи рідко породжують хвороби.

## Епідеміологічні особливості
Хвороба може бути як ендогенною, так і екзогенною. Екзогенне зараження відбувається рідше аніж ендогенне поширення збудника всередині організму. Джерелом екзогенних інфекційних хвороб є люди, які хворіють на скарлатину, пневмонію та деякі інші стрептококові інфекції. Оскільки основними механізмами передавання, є повітряно-крапельний та контактний, то цим пояснюється чому певна кількість людей може захворіти на ту чи іншу інфекційну хворобу, особливо ті, у кого слабкий як загальний, так і місцевий імунітет. 

## Імунітет
Імунітет при стрептококових інфекціях, окрім скарлатини, де основне значення має антитоксичний імунітет, є слабким, нестійким і недовготривалим. Після перенесення захворювання, утворюються різні антитіла, але захисне значення мають лише антитоксини і типоспецифічні М-антитіла. З іншого боку, люди, які перехворіли, у них часто виникає алергізація організму, чим пояснюється схильність до рецидивів. 

## Лікування
Для лікування використовують бета-лактамні антибіотики (пеніциліни, цефалоспорини, карбапенеми), макроліди (азитроміцин, кларитроміцин тощо), аміноглікозиди (гентаміцин, амікацин тощо).

## Профілактика
Для профілактики стрептококових інфекцій проводять неспецифічні заходи: виявлення, ізоляцію і лікування хворих, дотримання правил санітарно-гігієнічного режиму та особистої гігієни. Специфічна профілактика не розроблена. Для профілактики ревматизму використовують біциліни.